# Chirostoma humboldtianum
Chirostoma humboldtianum (Valenciennes, 1835) é uma espécie de peixe da família Atherinopsidae, endémica do México.